# 南伸坊
南 伸坊（みなみ しんぼう、本名: 南 伸宏、1947年6月30日 - ）は、日本の編集者、イラストレーター、エッセイスト、漫画家。本の装幀も多数手掛ける。

## 人物
ペンネームは、宮武外骨の『滑稽新聞』に登場する絵師、「墨池亭黒坊」に因んで、本名の伸宏をもじったもの。エッセイに自らイラストをつける手法により、「イラストライター」と自称する。あたたかみのある描線の似顔絵や、シンプルながら洗練された装幀で知られる。第29回講談社出版文化賞ブックデザイン賞受賞。
『ハリガミ考現学』での貼紙の研究により、赤瀬川原平が提唱した路上観察学会にも参加。丸刈りでおむすび型の頭をトレードマークにしており、これを強調した自画像イラストでも知られる。また、日清チキンラーメンのCMなどにも出演した。
有名人たちに扮装して顔マネをした「本人術」も知られている。『みなみしんぼうのそっくりアルバム』、『歴史上の本人』、『本人の人々』などがあり、これらの作品では妻・南文子が衣装、小道具、写真等を担当している。文子も伸坊と同じく、美学校の赤瀬川教室の出身者である。
伸坊の漫画作品には中国の奇異小説を漫画化したものが多く、また、中国歴史物小説のカバー挿画も多く担当している。さらに、各分野の専門家との対談形式によって、専門的な事項を素人にもわかりやすく説明する著作があるほか、ゲームソフト『MOTHER』（任天堂）のキャラクターデザインも手がけた。

### 経歴
東京都世田谷区出身。幼い頃より広告看板ができあがるのをずっと見ていられるほどデザイン関係に興味があり、小学6年でデザイナーになりたいと考えていた。多感な中学2年時に水木しげるの貸本漫画「河童の三平」や和田誠のイラスト広告に出合い、絵を描く仕事につきたいと考えるようになった。東京都立工芸高等学校デザイン科卒業。プロデューサーとなった秋山道男は高校の同級生。
高校卒業後、東京芸術大学デザイン科の試験をうけるが不合格となり、美学校の木村恒久工房に入学した。さらに、「絵・文字工房」で赤瀬川原平に学び、1970年（昭和45年）に卒業した。同年、赤瀬川、松田哲夫とともに「櫻画報社」をつくり、各雑誌を「雑誌ジャック」した。1972年（昭和47年）には、赤瀬川、松田哲夫と、初の「トマソン」である純粋階段「四谷階段」を発見した。
デザイナーとして日本能率協会に入社するが、1年で会社が倒産。1972年（昭和47年）、出版社・青林堂入社。のち、雑誌『ガロ』の編集長を7年間務め、イラストレーターの渡辺和博とともに「面白主義」を打ち出して同誌の傾向を変えた。一例として、1976年（昭和51年）から掲載がはじまった、糸井重里と湯村輝彦による「ペンギンごはん」シリーズは、南が湯村単独で、以前に別の雑誌に発表していた漫画をみて、執筆を依頼した。糸井とはこののち、交友関係が続くことになる。
1979年（昭和54年）に青林堂を退社してフリーランスとなる。エッセイなどの独特の文体で嵐山光三郎などの「昭和軽薄体」の一員とされ、人気を博す。
2012年から2014年、東京イラストレーターズ・ソサエティ副理事長。2018年、東京イラストレーターズ・ソサエティ理事長。

### エピソード
- 1980年（昭和55年）11月19日、渡辺和博との「合同結婚式」を、日比谷公園内のレストラン『松本楼』で挙げた。この日は俳優・三浦友和と歌手・山口百恵の結婚式と同じ日であった[8]。
- 1981年（昭和56年）、パフォーマンス集団「HAND-JOE」（糸井が命名）を、上杉清文、末井昭と共に結成。後に鈴木祐弘、巻上公一、山崎邦彦も参加。兵庫県立近代美術館で、水戸黄門の扮装をして楽器演奏をするなどの活動を行った。また、写真家・滝本淳助も加えて「ハンジョウ・オール・スターズ(H.A.S.)」というバンドも結成し、渋谷のライブハウス 『LA MAMA』でライブを行った[注 2]。南は前日にアルト・サックスを買って、ライブにのぞんだという。

## 作品

### 単著
- 面白くっても大丈夫 ウルトラ・ファイティング・エッセイ（ブロンズ社、1981年、のち徳間文庫〈後述〉・ちくま文庫）
  - 『面白くっても大丈夫 ウルトラ・ファイティング・エッセイ』徳間書店〈徳間文庫〉、1984年。ISBN 978-4-1959-7586-2。
- さる業界の人々（情報センター出版局、1981年、のちちくま文庫）
  - 二人のSこと、白夜書房の末井昭とサン出版の櫻木徹郎（元『さぶ』編集長。編集者をやりながら荒戸源次郎の劇団「天象儀館」に所属していた）を描いた。
- 哲学的（PHP研究所、1983年、のち角川文庫）
- モンガイカンの美術館（情報センター出版局、1983年、のち朝日文庫）
- ご町内の皆様（駸々堂出版、1984年）
- ハリガミ考現学 1-2（実業之日本社、1984年 - 1986年。のちちくま文庫）
- かきあつめ いつか何かの役に立つ 南伸坊イラスト集（綺譚社、1984年）
- 絵と文（広済堂出版、1984年、「シンボーの絵と文」文庫）
- シンボーの常識（朝日新聞社、1984年、のち文庫）
- これが天職だ（集英社文庫、1985年）
- 冗談ばっかり（ちくま文庫、1986年）
- シンボーの大学ノート（平凡社、1987年、「笑う大学」ちくま文庫）
- 放課後のサイエンス（徳間書店、1987年、「笑う科学」ちくま文庫）
- 路上観察ファイル（実業之日本社、1989年、「笑う街角」ちくま文庫）
- 無用な御意見（大和書房、1989年、「単なる冗談」ちくま文庫）
- 笑う写真（太田出版、1989年、のちちくま文庫）
- 5年1昔 南伸坊のキーワード・ウォッチング（小学館、1990年）
- チャイナ・ファンタジー（潮出版社、1990年）
- シンボーの人間模様（講談社文庫、1991年）
- ぼくのコドモ時間（福音館書店、1991年、のちちくま文庫）
- 笑う哲学（ちくま文庫、1992年）
- 顔（筑摩書房、1995年、のちちくま文庫）
- 大人の科学（誠文堂新光社、1995年、のちちくま文庫）
- みなみしんぼうのそっくりアルバム（白夜書房、1996年）
- 歴史上の本人（日本交通公社、1997年、のち朝日文庫） - 南文子 写真
- ごはんつぶがついてます（晶文社、1998年）
- 対岸の家事 シンボー主婦やってみた（日本経済新聞社、1998年、のち新潮oh!文庫）
- 仙人の壷（新潮社、1999年、のち文庫）
- 李白の月（マガジンハウス、2001年、のちちくま文庫）
- 装幀（フレーベル館、2001年）
- 赤と黒（白水社、2002年）
- 本人の人々（マガジンハウス、2003年） - 南文子 写真
- 笑う茶碗（筑摩書房、2004年、のち文庫） - 第4回京都水無月大賞大賞受賞作
- 健康の味（白水社、2008年）
- のんき図画（青林工藝舎、2008年）
- 狸の夫婦（筑摩書房、2008年）
- 『私のイラストレーション史』亜紀書房、2019年5月25日。ISBN 978-4-7505-1578-6。

### 共著
- とんだ旅して地平線（立松和平、関川夏央、西木正明との共著、1982年）
- 高級芸術宣言 付・総合商社HAND-JOEの歩み 高級芸術協会 著（平岡正明、南伸坊、末井昭、巻上公一、赤瀬川原平、糸井重里ほか、1985年。JICC出版局）
- 快感のプラクシス（植島啓司との共著、1987年）
- こいつらが日本語をダメにした（赤瀬川原平・ねじめ正一との共著、1992年。東京書籍、のちちくま文庫）
- 生物学個人授業（岡田節人との共著、1996年）
- 免疫学個人授業（多田富雄との共著、1997年）
- 解剖学個人授業（養老孟司との共著、1998年）
- 平然と車内で化粧する脳（澤口俊之との共著、2000年）
- イマドキ―現代用語50（朝日新聞学芸部との共著、2002年）
- 心理療法個人授業（河合隼雄との共著、2002年）
- 東海林さだおの味わい方（東海林さだおとの共著、2003年）
- シンボーズ・オフィスへようこそ！完全版（鏡明、関三喜夫ほかとの共著、2003年）
- 盆栽癒しの小宇宙（丸島秀夫との共著、2003年）
- 「科学的」って何だ！（松井孝典との共著、2007年）
- 黄昏（糸井重里との共著、2009年）
- 丁先生、漢方って、おもしろいです。（丁宗鐵との共著、2014年）

### 挿絵を担当した作品
- お台所クラブ『お台所クラブ お料理格言事典』（1987年）
- 伊丹由宇 編著『マイ食ッKing―有名人が語る“私だけのグルメ”』（1991年）
- 林多加志『ウソつきのススメ』（1991年）
- 斉藤洋『TN探偵社なぞのなぞなぞ怪人』（1992年）
- 斉藤洋『TN探偵社怪盗そのまま仮面』（1993年）
- 野村一秋『天小森教授、宿題ひきうけます』（1995年）
- 野村一秋『天小森教授、初恋ひきうけます』（1996年）
- 松谷みよ子『さるかに』（1997年）
- 松谷みよ子『花さかじい』（1998年）
- ねじめ正一『そーくん』（2000年）
- 村山孚『明るくボケよう』（2000年） - 装丁、イラスト
- 野村一秋『天小森教授、宿題ひきうけます』（2001年）
- 鶴見俊輔『大切にしたいものは何？―鶴見俊輔と中学生たち』（2002年）
- 野村一秋『天小森教授、初恋ひきうけます』（2002年）
- カムカムズとの共著『かむかむ からだこころげんき』（2003年）
- 那須正幹『どろぼうトラ吉とどろぼう犬クロ』（2003年）
- 野村一秋『天小森教授、100点満点ひきうけます』（2004年）
- 斉藤洋『TN探偵社なぞのなぞなぞ怪人』（2007年）
- 雁屋哲『頭痛、肩コリ、心のコリに美味しんぼ』（2010年）

### 漫画・絵本
- かきあつめ いつか何かの役に立つ 南伸坊イラスト集（1984年）
- チャイナ・ファンタジー（1990年）
- ぼくのコドモ時間（1991年）
- 仙人の壺（1999年）
- 李白の月（2001年）

### ゲーム
- MOTHER（1989年） - キャラクターデザイン

### レコード
高級芸術宣言（1984年）
参加者

- 秋山道男
- 荒木経惟
- 糸井重里
- 上杉清文
- 蛭子能収
- 奥村正
- 木村恒久
- 栗本慎一郎
- 小林のり一
- 小峯隆生
- 末井昭
- 鈴木祐弘
- 滝本淳助
- 田口智朗
- 平岡正明
- 古舘伊知郎
- 巻上公一
- 南伸坊

プロデュース
- 巻上公一

### 現在連載中
- シニアマンガ「鶴くん亀くん」（ウェブマガジン『web望星』東海教育研究所2024年〜。月刊『望星』に連載されていた同名の連載が、雑誌のウェブ化に伴い移行）

## 出演

### テレビ
- スタジオL（NHK、1985年） - 司会
- 中学・高校アワー この未知なるもの・人体（NHK、1990年）

### 映画
- 爆裂都市 BURST CITY（1982年、東映セントラルフィルム）
- 俗物図鑑（1982年） - 風巻扇太郎 役
- スタア（1986年）
- 塀の中のプレイボール（1987年）
- 北京的西瓜（1989年）

### CM
- 東京ガス タイマー付きガス炊飯器（1985年） - 嵐山光三郎と共演
- 日清食品 チキンラーメン - 通常版の他に当時販売されていたみそ味とカレー味に合わせて、坊主姿とインド人に扮した姿で出演